# Comune di Horsens
Il comune di Horsens (in danese Horsens Kommune) è un comune della Danimarca situato nella regione dello Jutland Centrale (Midtjylland). Capoluogo è la cittadina omonima.
Il comune è stato riformato in seguito alla riforma amministrativa del 1º gennaio 2007 accorpando i precedenti comuni di Brædstrup e Gedved.

## Centri abitati
I centri abitati principali del comune sono:
- Horsens (63 903)
- Brædstrup (4 007)
- Egebjerg (3 032)
- Hovedgård (2 375)
- Søvind (1 052)

## Amministrazione

### Gemellaggi
Il comune è gemellato con le seguenti località:
- Karlstad
- Nokia
- Blönduós
- Moss

## Sport

### Calcio
La squadra principale della città è l'Alliance Club Horsens.

### Pallacanestro
La squadra principale della città è l'Horsens Idræts Club Basketball.